# M11 motorway
Der M11 motorway (englisch für ‚Autobahn M11‘) ist eine Autobahn in England, die ungefähr vom Süden in nördliche Richtung verläuft und die A406 (auch Nördliche Ringstraße genannt) im nordöstlichen Londoner Stadtteil South Woodford mit der A14 in Cambridge verbindet.
Die Autobahn wurde in den 1970er Jahren gebaut, hauptsächlich zur schnellen Anbindung von London an den neu gebauten Flughafen Stansted. 1975 wurde der Abschnitt Harlow–Stansted eröffnet, an den 1977 südlich der Anschluss nach London anschloss. Weitere Abschnitte nach Norden wurden 1979 (Stansted–Stump Cross) und 1980 (Westumgehung von Cambridge) eröffnet. Über A14 gelangt man bei Kettering auf die A1 Richtung Norden.
Ursprünglich sollte die Autobahn im Innenraum London im Stadtteil Hackney beginnen, was sich bis heute in der Anschlussstellen-Nummerierung widerspiegelt. Diese Pläne wurden zwar nie verwirklicht, in den 1990er Jahren wurde aber eine autobahnähnliche Straße (Teil der A12) auf ungefähr gleichen Trasse gebaut und erfüllt damit die Funktion des nicht gebauten Teilstücks.